# 直魯古
直鲁古，（915年—1004年）辽国医学家，吐谷浑人。

## 个人经历
早年辽太祖攻破吐谷浑，一骑士将一个口袋扔了，向这个口袋射箭，不中而去。后辽国追兵打开口袋一看，里面是一个婴儿，这个婴儿就是直鲁古。辽国人问俘虏其中缘故，才知射箭的人是婴儿的父亲。世代善于行医，即便刚看到病人，也知道具体病情。其父不想儿子被人所得，想杀了儿子。
辽兵献其于辽太祖，淳钦皇后述律平收养了他。长大后也能行医，专事针灸。辽太宗时，成为太医。曾撰脉诀、灸书，行于世。90岁时去世。